# Kollektivmarke
Kollektivmarke bezeichnet eine bestimmte Klasse schutzfähiger Warenzeichen. Sie unterscheidet sich von anderen gemäß § 3 Markengesetz schutzfähigen Zeichen Marke (Recht) vor allem dadurch,
- dass ihr Inhaber nur ein rechtsfähiger Verband (oder Verbund) einschließlich der rechtsfähigen Dachverbände und Spitzenverbände, deren Mitglieder selbst Verbände sind, bzw. eine juristische Person des öffentlichen Rechts sein kann (vgl. § 98f. MarkenG),
- dass das Zeichen ausnahmsweise (entgegen § 8, II Nr. 2) aus einer geographischen Herkunftsangabe bestehen darf (vgl. § 99 MarkenG) und
- dass der Anmeldung eine Markensatzung mit bestimmten Mindestanforderungen beigefügt sein muss (vgl. § 102 MarkenG).

Bestimmte Normen des Vereinsrechts strahlen hier auf das Markenrecht aus. Dementsprechend tritt zu den möglichen, bei der Eintragung zu prüfenden Schutzhindernissen der Marke auch die Sittenwidrigkeit der Markensatzung. Diese ist jedoch analog zum Vereinsrecht heilbar. Die Nutzungsberechtigten der Marke stimmen nicht notwendigerweise mit dem Inhaber oder dessen Mitgliedern überein, sondern werden durch die öffentlich einsehbare Markensatzung bestimmt. Deshalb liegt die Ausübung der Schutzrechte ausschließlich auf Seiten des Inhabers. Die Markensatzung muss jedoch eine Regelung der Rechte und Pflichten der Nutzungsberechtigten für den Fall der Markenrechtsverletzung beinhalten. So könnten den Nutzungsberechtigten durchaus eigene Rechte gegenüber dem Verletzer aus der Satzung zuerkannt werden.
Die Marke ist an den Inhaber gebunden und kann nicht übertragen werden. Erlischt der Inhaber, verfällt die Marke.
Grundsätzlich sind auf Kollektivmarken die allgemeinen Vorschriften des Markengesetzes anzuwenden, soweit sich nicht aus den §§ 97 – 106 MarkenG etwas anderes ergibt (§ 97 Abs. 2 MarkenG); so werden beispielsweise die absoluten Schutzhindernisse des § 8 MarkenG durch die §§ 97 Abs. 1, 99 und 106 MarkenG modifiziert.
Durch die Einführung von Gewährleistungsmarken wurde ein Gegenstück zur Kollektivmarke geschaffen, welches nicht notwendigerweise an einen rechtsfähigen Verband als Inhaber geknüpft ist. Wie bei Kollektivmarken bestimmt sich der Kreis der Nutzungsberechtigten aus einer Markensatzung. Als Inhaber der Gewährleistungsmarke kann Jedermann auftreten, auch Wirtschaftsunternehmen und Privatpersonen. Dem Inhaber wird aber eine neutrale Position, vergleichbar mit einem Verband, bezüglich der von der Marke betroffenen Warenklassen abverlangt.

## Beispiele
Kollektivmarken beziehen sich häufig auf Produkte mit geschützter Geographischer Bezeichnung wie z. B.: Thüringer Rostbratwurst, Champagner, Aachener Printen oder Dresdner Christstollen aber auch Gütesiegel.